# 蒲桃叶悬钩子
蒲桃叶悬钩子（学名：Rubus jambosoides）为蔷薇科悬钩子属的植物，是中国的特有植物。分布在中国大陆的湖南、广东、福建等地，多生在生低海拔山路旁及山顶涧边，目前尚未由人工引种栽培。